# هشام الخلصي
هشام الخلصي هو مقدم ومعلق رياضي تونسي ولد في 20 أكتوبر 1958 بمدينة طبرقة في الشمال الغربي التونسي.
بدأ هشام مسيرته في التلفزيون التونسي حيث اختص في نقل المباريات الأوروبية ومباريات كأس العالم. انتقل بعدها إلى باريس ليعمل مراسلا في قناة كنال بلوس ليأتيه عرض في الخليج العربي وعمل في قناة الأوربت ثم عمل كمدير لمكتب قناة الجزيرة الرياضية في ميلانو قبل أن ينتقل إلى مقر القناة الرئيسي في العاصمة القطرية الدوحة.
في عام 2009 تنحى هشام الخلصي من مركزه كرئيس مقر الجزيرة الرياضية في ميلانو لرؤوف خليف. حالياً يقدم هشام الاستديو التحليلي لكأس العالم روسيا 2018 على قنوات بي إن سبورت.
لغاية 2020 مازال هشام يعمل في بي إن سبورت. ويقدم الخلصي في أغلب الأوقات مباريات الدوري الإيطالي، ومباريات دوري أبطال أوروبا.
في 2021 شهدت مبارايات كأس الأمم الأفريقية تحليليًا في استديو بي إن سبورت من تقديم هشام الخلصي، ولخضر بريش، وأحمد فؤاد.
يعمل هشام الخلصي كمقدم برامج لقناة الرابعة الرياضية بالعراق.